# رمگرو
رمگرو (انگلیسی: Remgro) شرکت خوشه‌ای در آفریقای جنوبی است، که در سال ۱۹۶۸ توسط یوهان روپرت تأسیس شد.